# Dekanat Emschertal

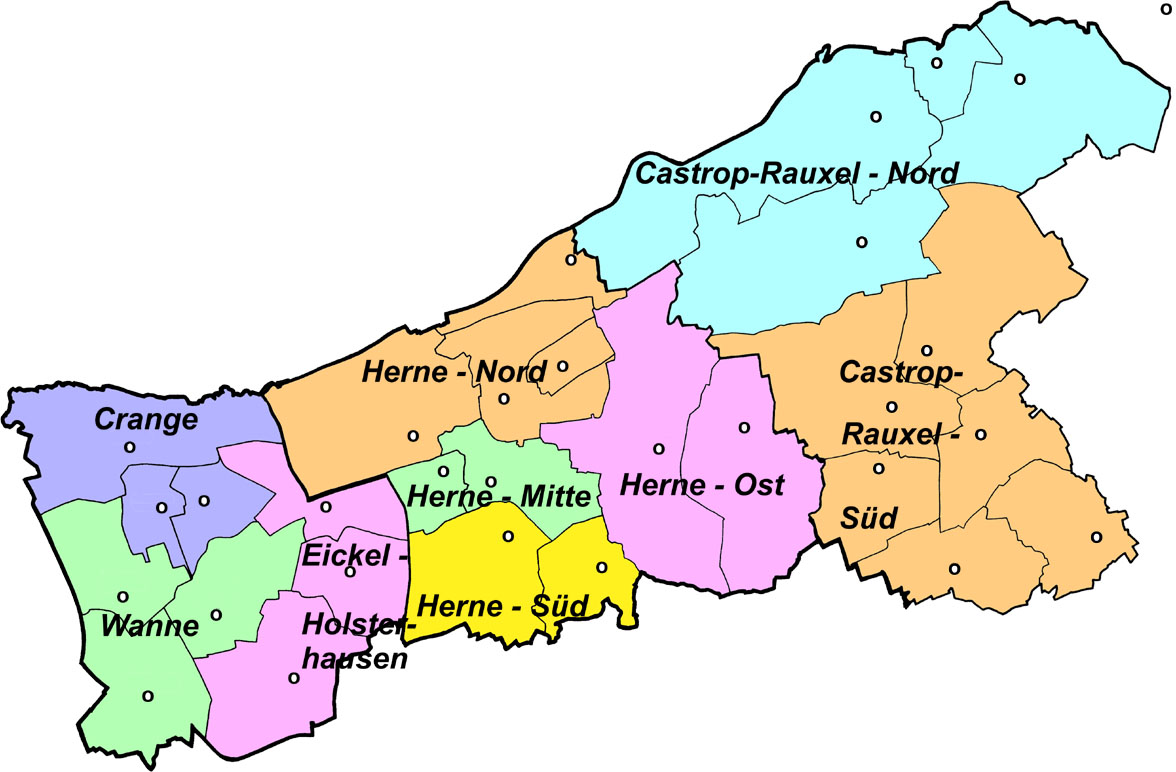
Karte des Dekanates Emschertal

Das römisch-katholische Dekanat Emschertal im Erzbistum Paderborn liegt am westlichen Ende des Koopraums West und deckt die Städte Herne (mit Wanne-Eickel) und die Stadt Castrop-Rauxel (ohne den Stadtteil Henrichenburg) ab. Im Norden wird es vom Bistum Münster, im Westen und Süden vom Bistum Essen umfangen.
Etwa 85.000 Gläubige gehören zum Dekanat. Benannt ist es nach dem Fluss Emscher, deren Tal entlang des Nordrandes des Dekanates verläuft.

## Geschichte und Struktur
Im Bereich des heutigen Dekanates Emschertal gab es ursprünglich 29 Pfarreien und die drei Dekanate Castrop-Rauxel, Herne und Wanne-Eickel, die im Zuge einer Strukturreform im Erzbistum Paderborn am 1. Juli 2006 zum Dekanat Emschertal zusammengeschlossen wurden.
Seit dem 1. Januar 2010 gliedert sich das Dekanat in vier Seelsorgebereiche (Pastorale Räume), davon drei Großpfarreien und ein Pastoralverbund:
- die Pfarrei Corpus Christi, bestehend aus vier Gemeinden im Norden Castrop-Rauxels
- die Pfarrei St. Dionysius, bestehend aus zehn Gemeinden in Alt-Herne
- die Pfarrei St. Christophorus, bestehend aus neun Gemeinden in Wanne-Eickel
- der Pastoralverbund Castrop-Rauxel Süd mit 6 Pfarreien, deren Fusion zu einer Großpfarrei geplant ist

Leitender Dechant war von 2016 bis 2021 Pfarrer Norbert-Johannes Walter. Seit 2021 ist Ludger Plümpe Dechant.

## Gremien
Folgende Gremien und Fachkonferenzen unterstützen die Arbeit im Dekanat:
- Pfarrgemeinderäte
- Fachkonferenz Caritas (Herne und Wanne-Eickel)

## Kirchen und Gemeinden
| Bild                                                       | Kirche                              | Ort                         | Pfarrei oder Pastoralverbund           | Bemerkungen                                                            |
| ---------------------------------------------------------- | ----------------------------------- | --------------------------- | -------------------------------------- | ---------------------------------------------------------------------- |
| St.-Bonifatius-Kirche in Herne                             | St. Bonifatius                      | Herne                       | Pfarrei St. Dionysius                  | Pfarrkirche                                                            |
|                                                            | St. Elisabeth                       | Herne                       | Pfarrei St. Dionysius                  | 29.06.2024 letzter Gottesdienst; 02.11.2024 profaniert.                |
| Außenansicht der Herz-Jesu Kirche                          | Herz-Jesu                           | Herne                       | Pfarrei St. Dionysius                  |                                                                        |
| Außenansicht der St. Konrad Kirche                         | St. Konrad von Parzham              | Herne                       | Pfarrei St. Dionysius                  | 30.06.2024 letzter Gottesdienst; 02.11.2024 profaniert.                |
| Außenansicht der St.-Marien-Kirche                         | St. Marien                          | Herne                       | Pfarrei St. Dionysius                  |                                                                        |
| St. Pius, Eingangsbereich                                  | St. Pius (Herne)                    | Herne (Pöppinghausen)       | Pfarrei St. Dionysius                  |                                                                        |
| Ansicht von der Roonstraße                                 | St. Joseph                          | Herne-Horsthausen           | Pfarrei St. Dionysius                  |                                                                        |
| Ansicht von Westen                                         | St. Barbara                         | Herne-Elpeshof              | Pfarrei St. Dionysius                  | 20.10.2024 letzter Gottesdienst; 02.11.2024 profaniert. Abriss geplant |
| Außenansicht der St.-Peter-und-Paul-Kirche                 | St. Peter und Paul                  | Herne-Sodingen/Börnig       | Pfarrei St. Dionysius                  |                                                                        |
| Außenansicht der St. Dreifaltigkeits-Kirche                | St. Dreifaltigkeit                  | Herne-Holthausen            | Pfarrei St. Dionysius                  |                                                                        |
| Außenansicht der St. Lambertus-Kirche                      | St. Lambertus                       | Castrop-Rauxel              | Pastoralverbund Castrop-Rauxel-Süd     | Sitz des Pastoralverbundsleiters                                       |
| St. Elisabeth, Obercastrop                                 | St. Elisabeth                       | Castrop-Rauxel, Obercastrop | Pastoralverbund Castrop-Rauxel-Süd     |                                                                        |
| St. Franziskus in Schwerin                                 | St. Franziskus                      | Castrop-Rauxel, Schwerin    | Pastoralverbund Castrop-Rauxel-Süd     |                                                                        |
| Kirche Heilig Kreuz                                        | Hl. Kreuz                           | Castrop-Rauxel, Dorf Rauxel | Pastoralverbund Castrop-Rauxel-Süd     |                                                                        |
| Außenansicht der St. Marien-Kirche                         | St. Marien                          | Castrop-Rauxel, Merklinde   | Pastoralverbund Castrop-Rauxel-Süd     |                                                                        |
| Kirche der Schutzengelgemeinde                             | Hl. Schutzengel                     | Castrop-Rauxel, Frohlinde   | Pastoralverbund Castrop-Rauxel-Süd     |                                                                        |
| Außenansicht der St. Antonius-Kirche                       | St. Antonius Ickern                 | Castrop-Rauxel, Ickern      | Pfarrei Corpus-Christi, Castrop-Rauxel |                                                                        |
| St. josef von Westen                                       | St. Josef                           | Castrop-Rauxel, Habinghorst | Pfarrei Corpus-Christi, Castrop-Rauxel | Pfarrkirche                                                            |
| Außenansicht der St. Barbara-Kirche                        | St. Barbara, Ickern                 | Castrop-Rauxel, Ickern      | Pfarrei Corpus-Christi, Castrop-Rauxel |                                                                        |
| Außenansicht der Herz-Jesu-Kirche                          | Herz-Jesu Rauxel                    | Castrop-Rauxel, Rauxel      | Pfarrei Corpus-Christi, Castrop-Rauxel |                                                                        |
| Chor der Laurentius-Kirche in Wanne                        | St. Laurentius Wanne                | Herne Wanne-Nord            | Pfarrei St. Christophorus              | Pfarrkirche                                                            |
|                                                            | Allerh. Dreifaltigkeit Wanne-Eickel | Herne Wanne                 | Pfarrei St. Christophorus              | 25.11.2023 außer Dienst gestellt                                       |
|                                                            | Herz-Jesu Wanne-Nord                | Herne Wanne-Eickel          | Pfarrei St. Christophorus              |                                                                        |
| St. Joseph in Herne-Wanne                                  | St. Joseph                          | Herne-Wanne                 | Pfarrei St. Christophorus              |                                                                        |
|                                                            | St. Michael                         | Herne-Bickern               | Pfarrei St. Christophorus              | 24.11.2023 außer Dienst gestellt                                       |
| Außenansicht der St. Barbara-Kirche in Herne-Röhlinghausen | St. Barbara Röhlinghausen           | Herne Röhlinghausen         | Pfarrei St. Christophorus              |                                                                        |
| Hl. Familie in Holsterhausen                               | Hl. Familie                         | Herne                       | Pfarrei St. Christophorus              |                                                                        |
| St. Franziskus in Herne-Holsterhausen                      | St. Franziskus                      | Herne-Holsterhausen         | Pfarrei St. Christophorus              | 02.12.2023 außer Dienst gestellt                                       |
| St. Marien in Herne-Eickel                                 | St. Marien (Eickel)                 | Herne-Eickel                | Pfarrei St. Christophorus              |                                                                        |